# 詹姆斯·瓦尼·伊加
詹姆斯·瓦尼·伊加（英語：James Wani Igga，1949年－）是一位南蘇丹政治人物，早年曾經擔任蘇丹人民解放運動秘書長以及南蘇丹國民立法議會議長，並自2013年8月25日起就任該國副總統，2020年改任第二副總統。

## 背景
詹姆斯·瓦尼·伊加是巴里人和贊德人的後裔，並信奉羅馬天主教，而早年則曾經在埃及首都開羅攻讀經濟。

## 第二次蘇丹內戰時期
伊加於1985年加入蘇丹人民解放軍，並曾在古巴與埃塞俄比亞接受訓練。隨後他於組織內部地位迅速攀升，並在1987年獲授少校軍銜和「沙庫斯營」（Shakus Battalion）的指揮權，以及成為中赤道州區域指揮官和蘇丹人民解放軍最高指揮部其中一名成員。另一方面，據稱伊加也會採用較好的方式去對待平民。
1991年8月，里克·馬查爾脫離蘇丹人民解放軍，另立「蘇丹人民解放軍納西爾派」，並開始接受蘇丹政府援助對抗原組織。同年11月，詹姆斯·瓦尼·伊加接受領導人約翰·加朗委派，率領資深代表團前往肯亞首都內羅畢與納西爾派進行和平談判。隨後伊加更於1993年6月陪同加朗一起前往內羅畢出席一場調解研討會，以及前往烏干達首都坎帕拉出席由「跨政府發展局」主持的一場與納西爾派之調停對話。此外，詹姆斯·瓦尼·伊加本身也認識當時納西爾派其中一名領導人拉姆·阿科爾，此人曾與伊加共同在古巴接受訓練。
詹姆斯·瓦尼·伊加後來擔任蘇丹人民解放運動政治事務委員會主席，後來更於2000年2月親自成立「知識分子科技委員會」（Technical Committee of Intellectuals），此委員會負責計劃在蘇丹南部的民事管理事宜。

## 戰後時期
2005年1月，內戰南北雙方簽訂全面和平協定，南蘇丹自治區（Southern Sudan Autonomous Region）因而得以再次成立，並將於6年後舉行公民投票決定該地區是否予以獨立。詹姆斯·瓦尼·伊加在此過渡期內負責把蘇丹人民解放運動從一個武裝叛亂組織轉變為一個政黨，並同時出任上尼羅州代州長。2011年1月，南蘇丹獨立公投結果顯示絕大多數投票民眾支持當地獨立，該地區隨後決定將於同年7月正式宣佈獨立。2011年7月9日，南蘇丹共和國宣告成立，伊加在其成立儀式上朗讀獨立宣言，後來更擔任該國國民立法議會議長一職。
2013年8月23日，總統薩爾瓦·基爾·馬亞爾迪特任命詹姆斯·瓦尼·伊加出任南蘇丹副總統，以取代一個月前遭到解職的里克·馬查爾，伊加因此需要辭去其國民立法議會議長職位。同年8月25日，詹姆斯·瓦尼·伊加正式就任該國副總統，並於翌日得到南蘇丹國民立法議會一致確認。